# Championnat de France de hockey sur glace 1938-1939
Saison précédente Saison suivante
La saison 1938-1939 est la 23e saison du championnat de France de hockey sur glace qui porte le nom de 1re série.

## Bilan
Le HC Chamonix-Mont-Blanc est champion de France pour la huitième fois.